# Noble M15
La Noble M15 è un'auto sportiva a due porte biposto costruita dalla Noble Automotive.

## Descrizione
La Noble M15 è stata prodotta dal 2006 al 2011. Questa auto è stata sviluppata per un mercato più ampio rispetto alla Noble M12-GTO3R e alla Noble M400, riuscendo a competere con le Porsche 911 Turbo/GT3 e le Ferrari F430. La Noble M15, rispetto ai precedenti modelli, monta diversi optional di serie tra cui un navigatore satellitare, il controllo di trazione, gli alzacristalli elettrici e l'ABS.
Il fondatore Lee Noble ha descritto la M12 come: "una grande macchina, ma volevamo produrre un'auto da utilizzare ogni giorno... Era il momento per la Noble di fare un grande passo avanti in termini di raffinatezza, praticità e stile". Nonostante la M15 presenti un maggiore comfort e una maggiore facilità d'uso rispetto alle precedenti vetture Noble, Lee Noble ha affermato che la M15 è più veloce rispetto alla M400 in pista.
La M15 è basata su un nuovo telaio con un motore montato longitudinalmente collegato ad un cambio fatto su misura dalla Graziano Trasmissioni. Le sospensioni sono a doppio braccio oscillante, esse sono state sviluppate partendo dalla base di quelle montate sulla M400. Il motore montato longitudinalmente ha permesso un maggiore flusso di raffreddamento.
La Noble M15 è apparsa nello show televisivo britannico Top Gear e sul suo circuito ha segnato un tempo di 1:22,5 battendo la Ferrari F430 (1:22,9) e la Audi R8 (1:24,4).

## Caratteristiche tecniche

### Motore
Il motore è un Ford Duratec 3.0L V6 biturbo capace di sviluppare 461 cv di potenza. Il motore è stato sviluppato per soddisfare gli standard europei sulle emissioni inquinanti. L'auto è capace di scattare da 0–100 km/h in 3,5 secondi e di raggiungere i 298 km/h.

### Telaio
Il telaio in acciaio e alluminio è stato sviluppato per superare i crash test in tutto il mondo. La M15 monta inoltre dei roll-bar al suo interno.

### Trasmissione
Il cambio fatto su misura dalla Graziano Trasmissioni è un cambio manuale a 6 marce. La trazione è posteriore mentre il motore è centrale.

### Freni
I freni anteriori e posteriori sono entrambi ventilati.